# Portioerosion
Eine Portioerosion – zusammengesetzt aus lat. portio („Teil“, „Anteil“) und erodere, erosus („abnagen“, „abgenagt“); Synonyme: Zervixerosion, Erosio vera – ist ein oberflächlicher, echter Epitheldefekt des Muttermundes, wobei es sich hier um einen sog. unklaren kolposkopischen Befund handelt.
Zeigen die Kapillaren (kleinsten Blutgefäße) einen regelmäßigen Verlauf, wird eine solche Erosion als entzündlich oder verletzungsbedingt (Erosio vera traumatica) interpretiert und der Befund als unverdächtig bezeichnet. Bei Unregelmäßigkeiten wird der Verdacht auf ein beginnendes Zervixkarzinom geäußert.

## Ursachen
Diese angesprochenen Verletzungen können Folge von Geschlechtsverkehr sein oder durch einen eingeführten Tampon bzw. einen anderen in die Scheide eingeführten Gegenstand (so auch das Spekulum, während der Kolposkopie, als iatrogene Ursache) bedingt sein. Mögliche zugrundeliegende Infekte sind der Herpes genitalis, eine frühe Syphilis, oder eine ausgeprägte Scheidenentzündung. Auch eine Reaktion auf Substanzen, wie sie bei der sog. chemischen Verhütung eingesetzt werden, wird als Grund angegeben.
In der ICD-10 wird der Befund auch als „chronische Portiotransformationszone“ eingeordnet.
Erosio falsa oder Erosio simplex sind Synonyme für eine Portioektopie.